# بيورن يوهانسن
بيورن يوهانسن (بالنرويجية البوكمول: Bjørn Johansen)‏ هو لاعب كرة قدم ومدرب كرة قدم نرويجي في مركز الوسط، ولد في 7 سبتمبر 1969 في ترومسو في النرويج. شارك مع منتخب النرويج تحت 20 سنة لكرة القدم ومنتخب النرويج تحت 21 سنة لكرة القدم. أما مع النوادي، فقد لعب مع ترومسو إيدريتسلاغ ونادي فيكينغ ونادي هلسينغبورغ.

## وصلات خارجية
- بيورن يوهانسن على موقع اتحاد النرويج (النرويجية)
- بيورن يوهانسن على موقع قاعدة بيانات كرة القدم.إي يو (الإنجليزية)